# Hans Norman (konstnär)
Hans Fridolf Norman, född 3 januari 1928 i Hackås församling, Jämtland, död 16 maj 1994 i Karlstads domkyrkoförsamling, Karlstad, var en svensk konstnär och teckningslärare.
Norman studerade vid Konstfackskolan i Stockholm 1950–1954, därefter deltog han i en grafikkurs vid Konstakademins grafiska skola. Han tilldelades Bobergska resestipendiet 1954. Efter studierna företog han studieresor till Frankrike 1956, och Nederländerna 1955 och 1956. Han var under en period verksam som teckningslärare vid Folkskoleseminariet i Skara.
Tillsammans med Margareta Linton ställde han ut i Mariestad 1955. Han medverkade i samlingsutställningen Unga tecknare på Nationalmuseun 1951, 1952 och 1953, Norrlandskonstnärer i Härnösand 1961, Riksutställningars vandringsutställning 1962–1963, Liljevalchs vårsalong 1961–1963, 1983, 1987–1988 och 1990 samt Värmlands konstförenings Höstsalonger på Värmlands museum sedan 1988. Han har haft separatutställningar i Stockholm, Borås och Karlstad.
Bland hans offentliga arbeten märks utsmyckning av Lantmäteriet i Karlstad 1985, Sjukhuset i Kristinehamn 1992 och för Statens konstråd.
Norman är representerad på Nationalmuseum med två teckningar, Statens konstråd, Sveriges allmänna konstförening, Göteborg och Bohusläns landsting, Värmlands landsting och Karlstad kommun.